# Ortalide chacamel
Ortalis vetula
Espèce
Statut de conservation UICN

 LC  : Préoccupation mineure
Statut CITES
Répartition géographique
L’Ortalide chacamel (Ortalis vetula) est une espèce d'oiseau de la famille des Cracidae.

## Description

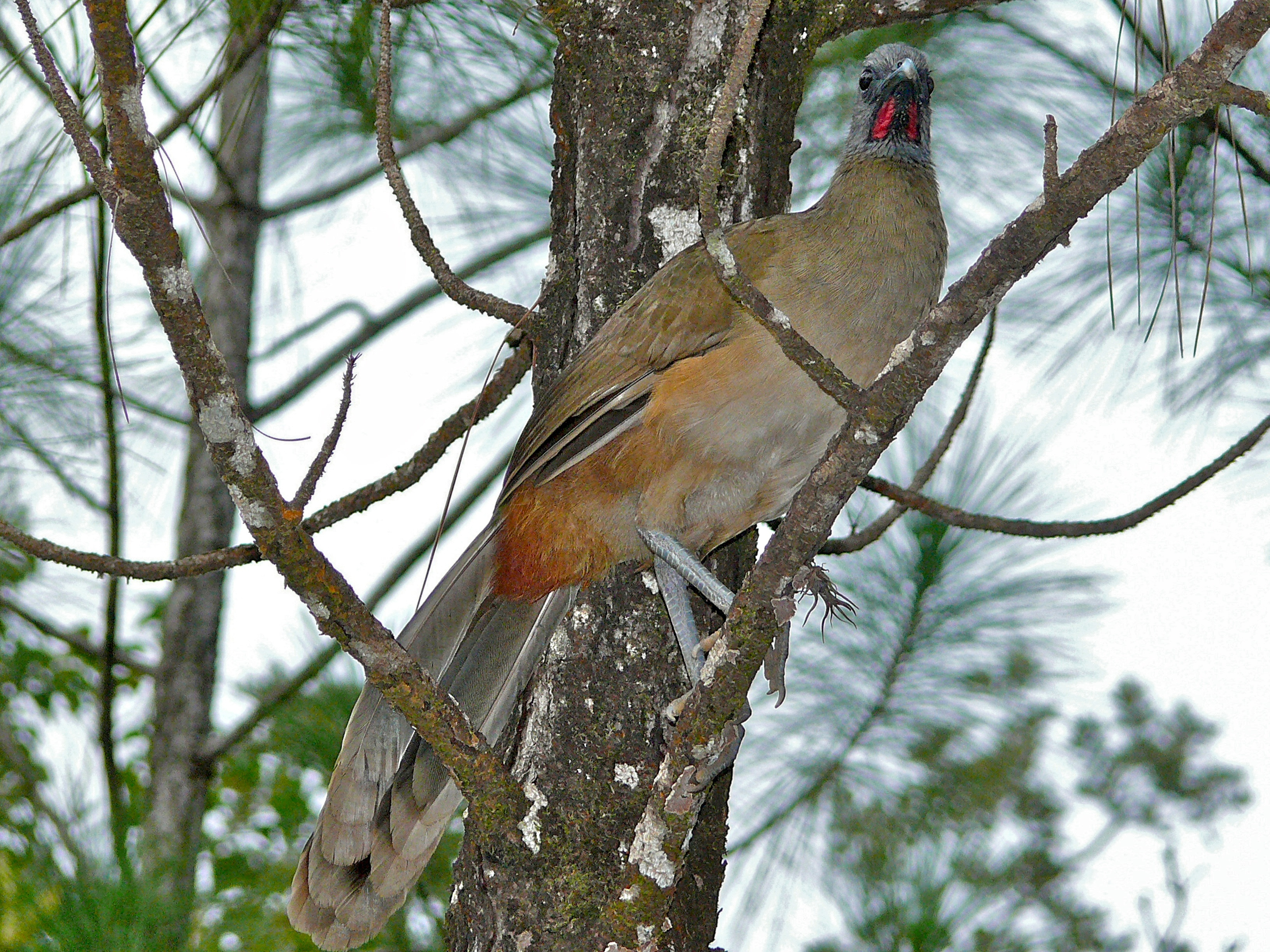
Ortalide chacamel (Zoo de Belize, Belize)

Il mesure de 50 à 56 cm de longueur et pèse entre 430 et 800 g. La tête et le cou sont gris ou noir. Le plumage du dos et des ailes est brun, la queue est vert foncé avec la pointe blanche. Il a des plumes rousses à la base et au bout de la queue, sur les cuisses et les ailes. Il a un bec noir et la gorge rouge.

## Répartition
Il se reproduit dans les environnements tropicaux et subtropicaux, depuis les fourrés du Tamaulipan mezquital dans la vallée du Rio Grande dans le sud du Texas, aux États-Unis jusqu'au nord du Costa Rica (commun dans les collines de la péninsule de Nicoya et rare dans les basses terres du nord-ouest).
En Amérique centrale, cette espèce est présente dans les plaines orientales des Chiapas au Mexique au nord du Nicaragua avec une population isolée au Costa Rica.

## Habitat
Il vit dans les forêts sèches ou les savanes d'arbustes en groupes pouvant aller jusqu'à 15 individus. Il se nourrit de fruits, de graines et de feuilles sur les arbres et le sol.
Il niche dans les arbres et la femelle pond jusqu'à 4 œufs qu'elle couve pendant 25 jours.

## Sous-espèces
Selon la classification de référence du Congrès ornithologique international (version 15.1, 2025) :
- Ortalis vetula mccalli Baird, SF, 1858 — du sud du Texas au nord-est du Mexique ;
- Ortalis vetula vetula (Wagler, 1830) — de l'est du Mexique au nord-ouest du Costa Rica ;
- Ortalis vetula pallidiventris Ridgway, 1887 — nord de la péninsule du Yucatán ;
- Ortalis vetula deschauenseei Bond, 1936 — Útila.